# 스기사와촌 전설
스기사와 촌(일본어: 杉沢村 스기사와무라[*])는 원래 아오모리현에 있었던 촌으로, 400여 년 전 마을 주민이 누군가에 의해 모두 살해된 후(서로가 서로를 죽였다는 설도 있다), 폐허가 되어 사라져버린 마을이라고 한다. 문화방송의 서프라이즈라는 프로그램에 소개되기도 했으며, 인터넷을 통해 널리 알려져 실제 스기사와 마을을 찾으려는 사람도 많았다. 마을은 깊은 산속에 있으며 마을 앞에는 낡은 도리이(신사의 기둥문)가 세워져 있다고 알려져 있다. 대한민국에도 번역문을 통해 인터넷에 퍼져 있다.

## 전설의 개요
전설의 내용
예전에 아오모리현의 산속에 스기사와 마을이라는 곳이 있었다. 쇼와 초기당시, 마을사람 한명이 돌연 발광해, 마을사람 전원을 살해하고 스스로의 목숨도 끊어버린 사건이 일어났다. 아무도 없게 되어버린 마을은 이웃 마을에 편입되어 버려진 마을이 되어, 지도나 현의 공식문서로부터 소거되었다. 그러나 그 폐허는 악령이 깃든 집이 되어 현재도 존재하며, 그곳을 방문한자는 다시는 돌아올 수 없다.
장소로서의 특징
여러 가지 설이 있지만, 대체로 다음과 같다.
- 마을 입구 도로에 「여기부터 진입할 경우 목숨을 보장할 수 없다」라고 쓰인 간판이 있다.
- 마을의 입구에 썩고 낡은 기둥문(도리이, 신사 앞에 세우는 일본 전통 문)가 있으며 그 밑둥에 해골 같은 돌(아니면 바위)가 있다.
- 안쪽으로 나아가면 폐허로 변한 옛날 주거가 있으며, 그 내부에는 사건의 참극을 알려주는 혈흔같은 것이 다수 눈에 띈다.

이 전설은 원래 아오모리현 일부에서만 알려져 있었으나, 후에 인터넷 상에서 화제가 되어, 2000년 8월 24일, 후지테레비계 버라이어티 프로그램인 『기적체험! 언빌리버블』의 특집방송으로 채택되어서 일본 내에서 전국적으로 널리 알려지게 되었다. 이 프로그램에서는 몇 차례에 걸쳐「스기사와 마을 특집방송」을 시행했지만, 마지막까지 마을의 정체를 알 수 없어서 「스기사와 마을은 시공의 뒤틀림 속에 존재하며, 나타났다가 사라졌다가 하는 마을」이라고 결론지었다.

## 진상
「스기사와(杉沢)」라는 마을이 과거에 아오모리현내에 존재했다는 것 자체는 사실이다. 다만 정확히는 스기사와(杉沢)가 아니라 고스기(小杉)라는 지명이었다. 현재의 아오모리시의 교외에 해당하는 오바타케자와(일본어: 小畑沢)라고 하는 지역의 코아자(일본어: 小字 ,말단행정구역을 세분화한 명칭[*])로,「스기사와(杉沢)」라는 이름은 「고스기(小杉)」지역의 통칭이었다.
통칭의 유래는 「삼나무 숲(杉林)속에 작은 계곡(沢)이 흐르고 있어서」또는 「원래 명칭인 고스기(小杉)에서 '삼나무에 간다'는 의미인 스기사에구(일본어: 杉さ行ぐ ,杉へ行く의 홋카이도, 토호쿠지방 방언[*])로 와전되었다.」등의 여러 가지 설이 있다.
고스기(小杉)지역은 실제로 폐가지역이며 그 원인은 「인구 과소현상에 의해 한계집락(일본어: 限界集落 , 고령화, 도시화 등으로 인구의 50%이상이 65세 이상의 고령자로, 관혼상제와 같은 사회공동생활의 유지가 곤란해진 집락[*])을 넘어 소멸했기 때문」 으로,「메이지시대 이후의 아오모리 현에서, 대량 살인사건이 있었다」는 기록은 없다.
전설상의 스기사와 마을은 「인구가 살인사건에 의해 전멸해버렸기 때문에, 지방자치체로서의 기능을 할 수 없어서 아오모리 시에 합병되어 소멸했다.」는 경우지만, 아오모리 시의 고스기(小杉)지역에는 지방공공단체로서의 「스기사와 마을」은 존재하지 않았다.
또한, 이 전설이 1938년(쇼와13년)에 오카야마현(岡山県) 쓰야마시(津山市)에서 도이 무쓰오(土井睦雄)라는 청년이 일으킨 「츠야마 사건(津山事件)」과 흡사한 면이 있어서, 이 사건이 괴담의 큰 모티브가 아닌가 하는 설도 있다. 이 츠야마 사건이 요코미조 세이시(横溝正史)의 추리소설 팔묘촌(八つ墓村,1949년)의 서두에서 말하고있는 사건의 실제 원형이지만, 실수로 스기사와 마을이 모델이라고 여겨버리는 일도 있다.
덧붙여, 현재 일반적으로 가장 널리 알려져있는 스기사와 마을의 터라고 여겨지는 장소는 개인 사유지로 되어있다.

## 현재의 오바타케자와(小畑沢)
오바타케자와(小畑沢)는 남북으로 기다란 형태이며 관할구역 내부에는 북쪽에 구사부에 온천(くさぶえ温泉)이라는 온천이, 중앙부에 문제의 (구)고스기 마을이 있고, 남쪽에 아오모리 시가 운영하는 목장이 있다.
인근의 주요 시설물로는 아오모리 공항, 아오모리 공립 대학(ja), 아오모리 CC, 나미오카 댐 등이 있다.

## 비고
그 외의「스기사와 마을」
아오모리현내에는 아오모리시(구 나미오카정,浪岡町), 미나베정(구 후쿠치 마을,福地村), 산노헤정 등에 스기사와라는 집락,지명이 있으나 이 괴담속의 스기사와 마을과는 관계가 없다.
풍도(風道)
모리무라 세이치(森村誠一)의 소설 『야성의 증명(野性の証明)』에 등장하는, 대량 학살사건이 일어난 이와테현의 풍도라고 하는 집락의 모티브가 이 전설이라고 하는 설도 있다.
인터넷
이 전설이 유행했던 시기에 스기사와 마을을 조사,수색하려고 하는 폐허 마니아나 오컬트 추종자, 또는 담력체험이 목적인 사람들이 나타나, 각자의 모험담이 인터넷 등에서 공개되었지만 신빙성이 낮은 것이 대부분이다.
미디어
일본의 각종 미디어에서 전해졌지만, 모두 추상적인데다가 미디어마다 내용도 다르고 신용 갈 만한 것은 없었다.

## 관련 미디어
잡지
『다크사이드 JAPAN vol.1』 태양도서(太陽図書) <미리온무쿠(ミリオンムック)> 2000년 8월
스기사와 마을이 매스미디어에 최초로 등장. 취재집필자는 작가 아카기 타이요(赤木太陽)
TV
「기적체험! 언빌리버블 2시간 공포 스페셜」(후지테레비, 2000년 8월 24일)
「미확인 사고물체(未確認思考物体)」(칸사이테레비, 2008년 3월 18일)
비디오
『스기사와촌 전설 완전무삭제 절대공포판』 (트랜스포머, 2000년)- 네비게이터는 사쿠라 킨조(桜金造)
『지도에서 사라진 마을, 스기사와 마을의 저주』 (브로드 웨이, 2001년)
『일본원념지도~검증!!스기사와 마을의 저주』 (브로드 웨이, 2002년)
만화
원령,일본열도- 오오조라 출판(宙出版) <믹시 코믹스> 2005년 8월
누라리횬의 손자 - 점프 코믹스

## 같이 보기
- 츠야마 사건
- 팔묘촌